# Laduviksbron

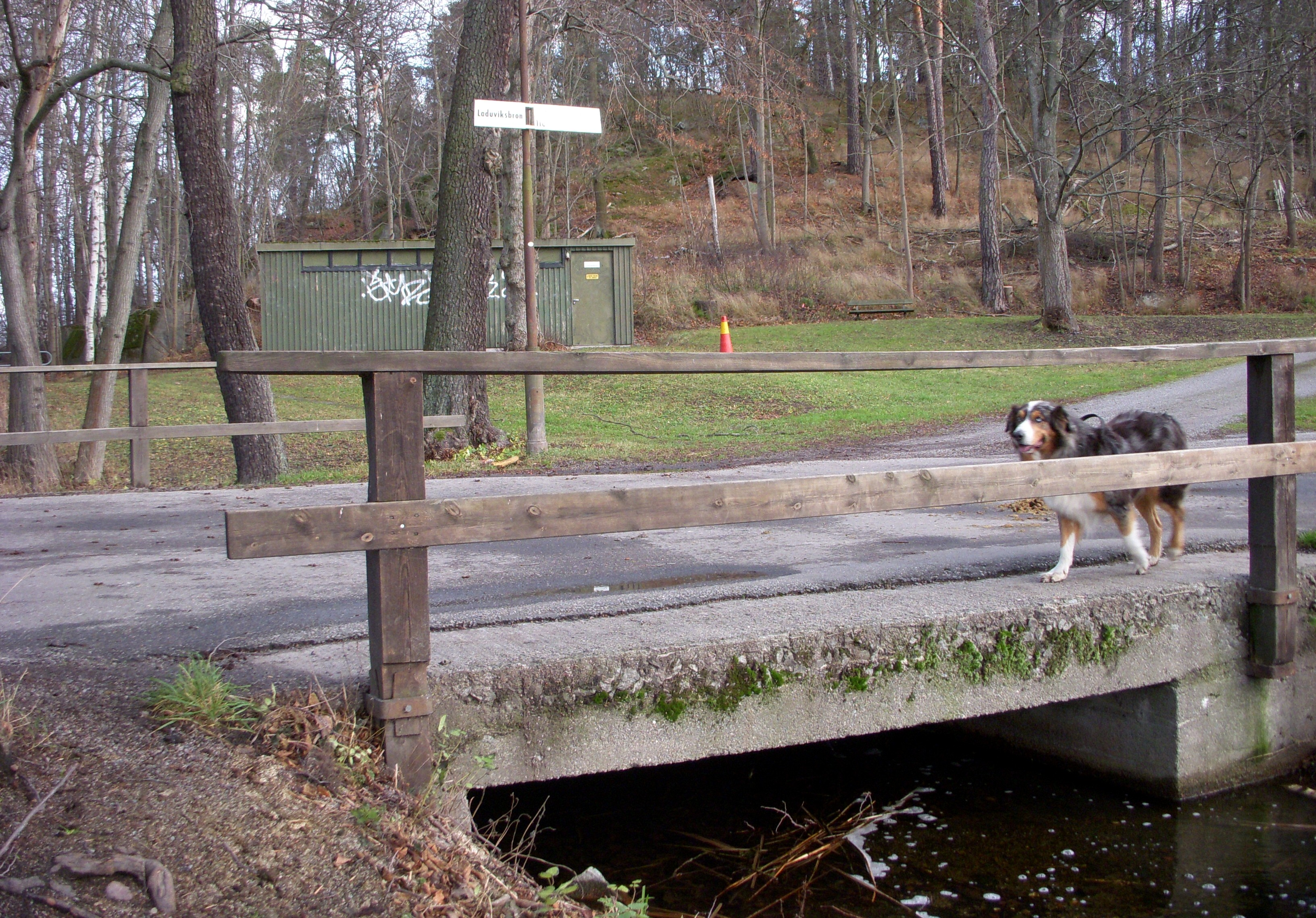
Laduviksbron i december 2011.

Laduviksbron är en mindre bro på Norra Djurgården i Stockholm. Bron leder Laduviksvägen över utloppet av sjön Laduviken. 
Sjön Laduviken var tidigare en del av en Östersjövik i direkt förbindelse med Lilla Värtan. Genom landhöjningen har denna kontakt brutits, liksom med Uggleviken och Lillsjön. Idag är den enda förbindelsen ett utloppsdike som sträcker sig förbi den numera upplandade och torrlagda Lillsjön österut till Husarviken. Tidigare fanns en träbro över vattendraget. Nuvarande betongbro med träräcken anlades 1954, samtidigt fick bron och vägen sitt nuvarande namn. 1954 byggdes även den närbelägna Ugglebacksbron.